# Mary Sibande
Mary Sibande (sinh năm 1982) là một nghệ sĩ sống và làm việc tại Johannesburg. Tranh và tác phẩm điêu khắc của Sibande sử dụng hình dạng con người để khám phá việc xây dựng bản sắc trong bối cảnh Nam Phi hậu thuộc địa. Nó cũng cố gắng phê bình các mô tả khuôn mẫu của phụ nữ, đặc biệt là phụ nữ da đen.

## Tuổi thơ
Sibande, người được sinh ra ở Barbeton ở vùng phân biệt chủng tộc Nam Phi, có tổ tiên là người lao động trong nước. Cô đã nhận được một văn bằng quốc gia về mỹ thuật tại trường cao đẳng kỹ thuật Witwatersrand vào năm 2004 và bằng Mỹ thuật B-Tech từ Đại học Johannesburg năm 2007.

## Sự nghiệp
Tác phẩm của cô được trưng bày tại Gian hàng Nam Phi tại Venice Biennale năm 2010, và tác phẩm "Long Live the Dead Queen" của cô được tìm thấy trong các bức tranh tường trên khắp thành phố Johannesburg vào năm 2010. Năm 2013, Sibande nhận giải thưởng Nghệ sĩ trẻ của Ngân hàng Standard. Và trong năm 2016, tác phẩm của bà "The Purple Shall Govern" đã được mang đi lưu diễn ở Nam Phi.

## Hoạt động
Bức tranh và tác phẩm điêu khắc của Sibande sử dụng hình dạng con người để khám phá việc xây dựng bản sắc trong bối cảnh hậu địa Nam Phi, nhưng cũng cố gắng phê bình các mô tả khuôn mẫu của phụ nữ, đặc biệt là ở phụ nữ da đen.
Trong nhiều năm, các tác phẩm của cô đã xoay quanh một nhân vật đầy tớ tên là Sophie. Cuộc đời của Sophie được thu thập và trình bày mặc dù một loạt các tác phẩm điêu khắc có quy mô của con người, được đúc trên chính Sibande. Đồng phục làm việc của Sophie dần dần biến thành bộ trang phục thời Victoria lớn của giới tinh hoa châu Âu. Mặc cho Sophie quần áo Victoria đã nêu ra hạn chế của phụ nữ trong những trang phục lớn, nặng và thắt chặt. Trang phục của nhân vật là một cuộc biểu tình chống lại việc trở thành một hầu gái, và đồng thời nó là tầng giao tiếp cho phép cô tưởng tượng đến với cuộc sống. Trong suốt series tác phẩm của cô, Sophie chuyển từ một người phụ nữ sang một quả bóng, đến một Nữ vương Victoria cưỡi ngựa, rồi đến một đội quân dẫn đầu chiến thắng, hoặc một người chỉ huy vẫy cây gậy của mình theo nhịp một bản giao hưởng bị tắt tiếng.